# 트라우마 센터 (시리즈)
《트라우마 센터》(Trauma Center)는 일본의 아틀러스(Atlus)가 개발한 닌텐도 DS용 외과 의료 게임 시리즈이다. 일본판 제목은 《카두케우스》(일본어: カドゥケウス)이다.

## 줄거리
《트라우마 센터(Trauma Center: Under The Knife)》의 주인공인 Derek Stiles (月森孝介; 츠키모리 쿄우스케)은 의대를 갓 졸업한 초심자 외과 의사로,
Hope Hospital(北崎病院) 병원에서 근무하게 된다.
어느 날 수술을 진행하던 중 환자의 상태가 급격히 나빠지자 자신이 시간을 느리게 할 수 있는 능력을 가지게 된 것을 알게 된 Derek은, 이것이 초집도(Healing Touch)라는 능력이라는 것을 알게 된다.
그 무렵, 델포이(Delphi)란 생화학 테러 집단에서 난치병인 GUILT(ギルス)라는 질병을 퍼트린다.
이 질병은 일종의 바이러스를 넘어서서 생물이다.
레이저를 발사해서 살균하려고 하면 레이저를 피하기 위해서 움직이며 열상을 만들고,
자신에게 잘못된 주사를 넣거나 자신의 신체의 일부분을 파괴하면 반항하며 독소를 내뿜는다.
Derek의 초집도 능력이 길트의 유일한 대처 방법이라 생각한 카두케우스(Caduceuse)란 의료기관에서 그와 파트너인 Angie Thompson(利根川アンジュ; 토네가와 안쥬)과(와) 함께 카두케우스(Caduceuse)로 끌어들인다.

## 등장인물
- Derek Stiles(月森孝介; 츠키모리 쿄우스케)

평범한 외과의였지만 나중에 초집도 능력으로 명성이 높아진다.
- Angie Thompson(利根川アンジュ; 토네가와 안쥬)

주인공과 매우 사이가 안좋아서 자주 말싸움을 하였지만 자신의 아버지를 치료한 뒤부터 사이가 좋아졌다.
- Mary Fulton (古村百恵; 코무라 모모에)

인정이 많고 수술능력도 뛰어난 베테랑 간호사지만 수다쟁이인 것이 흠이다.
- Heather Ross (一色綾香; 잇시키 아야카)

2탄에 들어서 새로 들어온 간호사로, 미숙한 면이 많다.
- Sylvia Warenburg (シルビア・ワレンバーグ)

Angie과 Dreck이 아메리카로 캠프를 갔을 때 Angie 의 친구.
후에 교통사고로 수술을 받게 된다.
- Leslie Sears (伊藤優乃)

카두케우스에 근무하는 간호사이다.
그다지 비중은 없다.
- Reina Mayuzumi (黛怜奈)

대기업의 사장으로 카두케우스의 GUILT 치료제를 만드는 협의를 하기 위해 카두케우스에 자주 들른다.
신의 손이라 불리는 Derek에게 매우 관심이 많다.
- Adel Tulba (アデル・チルバ)

아프리카의 흑인 의사로, RADU 민족이다.
Derek의 집도에 매우 감명을 받으며, 차츰 의사로 성장해나간다.
- Emilio Juarez (エミリオ)

GUILT를 완성시키기 위해 강제로 GUILT를 주입받은 고아로,
길트 후유증에 시달리게 된다.
후에 Derek이 집도를 하게 되지만 결국 사망한다.

## G.U.I.L.T(기르스)의 종류
- 키리야키(Kyriyaki) [TUK1,2]

초음파로 찾아내고 메스로 절개 후 레이저로 지진다.공격 방식은 열상을 남긴다.
- 테탈티(Tetarti) [TUK1,2]

3색의 약을 각각 같은 색의 테탈티에 주입을 해야하고, 잘못된 약을 주입할 시 종양을 남긴다.
- 트리티(Triti) [TUK1]

쐐기를 뽑고 핀셋으로 집어 제거하고, 삼각형 모양 조직을 핀셋으로 제거해야 한다. 이때 한 삼각형조직에 쐐기 2개가 이웃해 있다면, 삼각형 조직이 재생되므로 주의해야 한다. 가끔 쐐기가 기화가 되어 날아갈 수 있는데, 이때 빨아들이지 않으면 삼각형 조직이 생겨난다.
- 데프테라(Deftera) [TUK1]

빨간색과 파란색이 존재하며, 같은 색 끼리 융합을 할 경우 종양을 남기며, 엄청난 바이탈 손해를 가져온다. 이를 방지하기 위해선 융합부위의 힐젤리를 뿌려서 같은 색의 테프테라의 진입을 방해한다. 그리고 같은 색의 데프테라가 결합했을 때 석션으로 빨아들인다. 빨아들이다가 붉은 색이 되면 절개하면 된다.
- 펨-푸티(Pem - Puti) [TUK1,2]

움직이는 회색 코어에 약을 2번 주입 한 후 레이저로 제거한다. 감마 모양 코어는 열상을 발생시키고 베타 모양 코어는 레이저로 지져 없애는 소형 종양을 발생시키며 알파 모양 코어는 메인 코어 주변을 돌면서 바이탈에 데미지를 입히므로 미니 코어가 보인다면 미니 코어부터 처리해야 한다.
- 파라스케비(Paraskevi) [TUK1]

꼬리 부분의 레이저를 쏜 후 메스로 절개 후 분열하는 파라스케비를 16번 구축하면 된다. (※빨리빨리 할 시 바이탈 소모가 극심하므로 주의, 다만 너무 느리게 할 시 파라스케비가 장기를 타고 올라가다가 심장에서 잠복할 경우 바이탈이 얼마나 남았던간에 바로 수술실패가 되므로 주의)
- 사바토(Savato) [TUK1]

(※별도 초집도 사용 시 클리어 불가)둥지를 메스로 자른다x3 , 사바토의 방호코트를 벗긴다x3 , 신약을 주입을 하면 자동으로 초집도 발동 이때 초집도를 한번 더 발동해주고 약을 주입하면 끝이난다.
- 누스(Nous) [TUK2] Neo-GUILT

초록색 종양을 발생시키는 공격을 한다. 종양을 빨아들이고 절개후 적출해야 하는데, 종양이 출현하는 순서에 맞춰서 하지 않으면 종양이 터지고 데미지를 입는다. 종양을 다 적출했으면 별모양 본체를 드레인으로 빨아내고 메스로 절제한다. 이 처치를 3회 반복한다.
- 뷰토스(Bythos) [TUK2] Neo-GUILT

4개의 열상이 십자가 형태로 발생해 있다. 열상을 전부 봉합시 십자가 모양의 본체가 모습을 드러내며 십자 모양 열상을 발생시킨다. 본체를 레이저로 지지면 본체가 분해되는데, 이때 본체 주위를 빙빙 도는 포자를 조심하며 코어를 적출한다. 이 처치를 6회 반복한다.
- 시게-(Sige) [TUK2] Neo-GUILT

- 아레티아(Aletheia) [TUK2] Neo-GUILT
- 케일(Cheir) [NB] Stigma
- 소마(Soma) [NB] Stigma
- 옵스(Ops) [NB] Stigma
- 오닉스(Onix) [NB] Stigma
- 브라키온(Brachion) [NB] Stigma
- 카디아(Cardia) [NB] Stigma

## 랭크 제도
트라우마센터에는 한결같이 랭크제도가 있는데,
트라우마센터 1에서는 S,A,B,C밖에 없었지만,
wii 트라우마센터Z와 트라우마센터 NEW BLOOD에 들어서서 난이도제가 추가되고,
그에 따라서 XS(이지모드나 노말모드는 XS 랭크가 없지만 하드모드는 XS 랭크가 생김) 랭크가 생기게 되었다

## TUK
TUK = Trauma center Under the Knife를 축약시킨 일종의 은어이다.